# Данмоа
Данмоа (фр. Dannemois) је насељено место у Француској у региону Париски регион, у департману Есон.
По подацима из 2011. године у општини је живело 846 становника, а густина насељености је износила 100,36 становника/km².

## Демографија
| 1962. | 1968. | 1975. | 1982. | 1990. | 2011. |
| ----- | ----- | ----- | ----- | ----- | ----- |
| 315   | 312   | 366   | 409   | 557   | 846   |